# Dryopteris xiangxinensis
Dryopteris xiangxinensis là một loài thực vật có mạch trong họ Dryopteridaceae. Loài này được S.F. Wu & C.M. Zhang miêu tả khoa học đầu tiên năm 1995.